# Don’t Stop Me Now
Don’t Stop Me Now ist ein 1978 auf dem Album Jazz veröffentlichtes Lied der britischen Rockband Queen.

## Hintergrund
Das Lied entstand 1978 während der Aufnahmen für das Album Jazz. Text und Musik stammen aus der Feder des Sängers Freddie Mercury. Produziert wurde der Titel von Queen und Roy Thomas Baker.
Im Tonstudio erfolgten zunächst Einzelaufnahmen, die mittels Overdubbing übereinander gelegt wurden und so das fertige, dreieinhalb Minuten lange Stück ergaben. Das Klavierspiel von Mercury wurde als zentrales musikalisches Thema zuerst aufgenommen, es folgten Bass (John Deacon), Schlagzeug (Roger Taylor) und Gitarre (Brian May). Die Aufnahmen des mehrstimmigen Refrains (Mercury, Taylor und May) sowie von Mercurys Solopart erfolgten zuletzt. Der Harmoniegesang im Refrain war dabei beispielhaft für das musikalische Schaffen der Band und gilt als eines ihrer Markenzeichen.
Im Vergleich zu vielen anderen Queen-Titeln hat das Gitarrenspiel insgesamt nur eine untergeordnete Rolle und ist lediglich kurz in der zweiten Hälfte des Titels zu hören. Bei Live-Auftritten wurde Mays Part allerdings auf das gesamte Lied ausgedehnt.
Obwohl der Titel mittlerweile bei den Queen-Fans als eines der beliebtesten Stücke gilt, wurde er lediglich 1979 live gespielt und weder im Jahr davor noch bei späteren Tourneen in die Setlist aufgenommen. Eine Live-Interpretation befindet sich auf dem Doppelalbum Live Killers.

## Aufbau
Das Lied ist in F-Dur verfasst. Es beginnt mit einer rubato-Gesangseinlage zu Mercurys Klavierspiel, geht dann in einen wesentlich rockigeren Teil über, bevor es mit erneutem Klavierspiel und Sologesang von Mercury ausklingt. An Anfang und Ende des Titels wird dabei dieselbe Melodie verwendet.

## Inhalt
Der Text beschreibt das Gefühl von Energie und Stärke, welches in einer humorigen Ausdrucksweise vorgetragen wird. Mercury bediente sich dabei einer kosmischen Bildersprache.

„I’m a shooting star leaping through the sky … I’m a rocket ship on my way to Mars … I am a satellite I’m out of control“
– „Ich bin eine Sternschnuppe, die durch den Himmel stürzt … Ich bin ein Raumschiff auf dem Weg zum Mars … Ich bin ein außer Kontrolle geratener Satellit“

„I'm a racing car, passing by like Lady Godiva...
I'm gonna go, go, go...
There's no stopping me“ 
– „Ich bin ein fahrendes Auto, vorbeifahrend wie Lady Godiva... Ich werde weitermachen, machen, machen, nichts kann mich aufhalten“

Mercury bezieht sich auf Lady Godiva, die der Legende nach nackt auf einem Pferd durch die Stadt geritten ist, um die Bevölkerung ihrer Heimatstadt vor Steuerlasten zu retten, die ihr Mann erhoben hatte. Sie ist vor „nichts zurückgeschreckt“ und Mercury will genau jene Taten in seinem Text würdigen.

## Veröffentlichung
Don’t Stop Me Now wurde am 26. Januar 1979 als zweite Single aus Jazz ausgekoppelt. Das Cover zeigt Freddie Mercury rücklings auf einer Bühne. Die B-Seite beinhaltet entweder den Titel In Only Seven Days (Europa, Lateinamerika) oder More of That Jazz (Nordamerika, Asien, Ozeanien). Das begleitende Musikvideo, das die Bandmitglieder auf ihrer Bühne, um Taylors Schlagzeug gruppiert, in einer nachgestellten Liveaufführung zeigt, entstand vor einem ihrer Konzerte in Brüssel.
Don’t Stop Me Now erschien auch auf den Queen-Kompilationen Greatest Hits (1981) und Absolute Greatest (2009).

## Rezeption
Die Zuschauer der BBC-Sendung Top Gear wählten Don’t Stop Me Now im Jahr 2005 zum Greatest Driving Song Ever. Auf der damit verbundenen Trophäe, die Roger Taylor in Sardinien in Empfang nahm und später im Meer versenkte, war jedoch lediglich Stop Me Now eingraviert.
Mediale Verwendung
Don’t Stop Me Now fand in unterschiedlichen Fassungen Verwendung
- in den Kinofilmen Blackball (2003), Shaun of the Dead (2004) und Hardcore (2015) sowie im Fernsehfilm Das Wunder von Wien: Wir sind Europameister (2008)
- in der Folge „Freundschaft verbindet“ (Original: „Roger ’n’ Me“) der Zeichentrickserie American Dad
- in der BBC-Serie Doctor Who, Episode Die Mumie (8x08) im Stil einer 1920er Jazz-Nummer.
- in der Zeichentrickserie Guardians of the Galaxy in mehreren Folgen
- als Titellied der britischen Talkshow Al Murray’s Happy Hour
- in verschiedenen Werbespots (Panasonic, Gatorade, Cadbury Dairy Milk)
- in einer Werbekampagne des südafrikanischen TV-Senders M-Net
- im Videospiel SingStar für PlayStation 3 als Erkennungsmusik im Intro
- im Videospiel Donkey Konga
- als Titelmusik der Formel-1-Übertragungen bei Sky Deutschland
- In Hank Greens Roman An Absolutely Remarkable Thing fungiert Don't Stop Me Now und dessen fiktive englische Wikipediaseite als wichtiger Teil der Handlung.[7]

## Kommerzieller Erfolg

### Chartplatzierungen
In den britischen Charts gelangte die Single bis auf Platz 9 – zwei Ränge höher als die vorangegangene Single-Auskoppelung Bicycle Race/Fat Bottomed Girls. In den Vereinigten Staaten und Deutschland erzielte die Single jedoch nur mäßige Notierungen. Die besten Platzierungen in Europa wurden mit einem 10. Rang in Irland und Platz 16 in den Niederlanden erreicht.
2007 und 2008 tauchte der Titel nochmals in den britischen Charts auf und verblieb monatelang in den Top 100 (höchste Position war Rang 47). Möglich wurde dies, da die Regelungen für die UK-Charts zuvor geändert worden waren und seitdem auch Downloads berücksichtigt wurden. Music Week, eine Zeitschrift der britischen Musikindustrie, veröffentlichte 2009 Downloadcharts, in denen die Lieder jeweils nach dem Jahrzehnt ihres Erscheinens sortiert waren. Unter den in den siebziger Jahren erstmals veröffentlichten Stücken ist Don’t Stop Me Now mit insgesamt ungefähr 200.000 verkauften Downloads der am häufigsten aus dem Internet heruntergeladene Titel.
| ChartsChartplatzierungen       | Höchstplatzierung | Wochen |
| ------------------------------ | ----------------- | ------ |
| Deutschland (GfK)              | 35 (8 Wo.)        | 8      |
| Österreich (Ö3)                | 38 (8 Wo.)        | 8      |
| Schweiz (IFPI)                 | 52 (23 Wo.)       | 23     |
| Vereinigte Staaten (Billboard) | 86 (4 Wo.)        | 4      |
| Vereinigtes Königreich (OCC)   | 9 (55 Wo.)        | 55     |

### Auszeichnungen für Musikverkäufe
| Land/Region                  | Auszeichnungen für Musikverkäufe (Land/Region, Auszeichnung, Verkäufe) | Verkäufe  |
| ---------------------------- | ---------------------------------------------------------------------- | --------- |
| Australien (ARIA)            | 5× Platin                                                              | 350.000   |
| Brasilien (PMB)              | Gold                                                                   | 30.000    |
| Dänemark (IFPI)              | 2× Platin                                                              | 180.000   |
| Deutschland (BVMI)           | 3× Gold                                                                | 900.000   |
| Frankreich (SNEP)            | —                                                                      | 12.500    |
| Italien (FIMI)               | 4× Platin                                                              | 400.000   |
| Japan (RIAJ)                 | Gold                                                                   | 100.000   |
| Neuseeland (RMNZ)            | 6× Platin                                                              | 180.000   |
| Portugal (AFP)               | 3× Platin                                                              | 30.000    |
| Spanien (Promusicae)         | 4× Platin                                                              | 240.000   |
| Vereinigte Staaten (RIAA)    | 4× Platin                                                              | 4.000.000 |
| Vereinigtes Königreich (BPI) | Silber (Physisch) · + 5× Platin (Digital)                              | 3.250.000 |
| Insgesamt                    | 1× Silber · 3× Gold · 34× Platin ·                                     | 9.672.500 |

Hauptartikel: Queen (Band)/Auszeichnungen für Musikverkäufe

## Coverversionen

### McFly
Die Coverversion der Popband McFly erreichte Platz 1 der britischen Singlecharts. Am 22. September 2006 begleitete Gastgitarrist Brian May die Band bei einer gemeinsamen Live-Aufführung von Don’t Stop Me Now.
| ChartsChartplatzierungen     | Höchstplatzierung | Wochen |
| ---------------------------- | ----------------- | ------ |
| Vereinigtes Königreich (OCC) | 1 (8 Wo.)         | 8      |

| ChartsJahrescharts (2006)    | Platzierung |
| ---------------------------- | ----------- |
| Vereinigtes Königreich (OCC) | 89          |

### Weitere Coverversionen (Auswahl)
Von dem Titel gibt es einige Coverversionen, darunter:
- 2003: Thomas Wohlfahrt (auf dem Album The Album von Star Search – The Voices)
- 2004: The Vandals (auf dem Album Hollywood Potato Chip)
- 2006: McFly (offizielles Lied der Sport Relief 2006)
- 2006: Global Deejays (als Dont Stop (Me Now))
- 2009: Katy Perry (Liveversion während ihrer „Hello Katy“-Tour)
- 2010: Eternal Tango (Liveversion)
- 2013: Opus (Liveversion)

Darüber hinaus gibt es unter anderem eine klassische Umsetzung des Titels durch das Royal Philharmonic Orchestra und eine spanische Version der mexikanischen Band Fobia.